# Aéroport Périgueux-Bassillac
L’aéroport Périgueux-Bassillac (code IATA : PGX • code OACI : LFBX) est un aéroport français situé dans la commune de Bassillac, dans le département de la Dordogne et la région Nouvelle-Aquitaine. 
Il est géré par le Syndicat mixte Air Dordogne (SMAD) depuis mars 2020. 
Situé à huit kilomètres à l'est-nord-est de Périgueux entre, au nord, la rivière Isle et au-delà de celle-ci la RN 21, et au sud, la RD 5. Ces deux voies routières permettent l'accès à l’aéroport depuis la ville.

## Historique

Logotype de l'aéroport de Périgueux en 2005.

Devant l'expansion prévisible du transport aérien, la Chambre de commerce envisage en 1927 de trouver une implantation proche de Périgueux pour une aérogare.
Plusieurs sites sont envisagés à Atur, Boulazac, Coulounieix-Chamiers, Château-l'Évêque et dans la vallée de l'Isle. En définitive, l'aérodrome de Périgueux est implanté à Bassillac dans une boucle de l'Isle, et mis en service en novembre 1936.
L'aérodrome étant réquisitionné par l'Armée de l'air pour le transformer en école militaire en août 1939, le trafic aérien civil y est alors stoppé. Jusqu'en 1942, il sert alors de dépôt de matériel, puis les Allemands le rendent inutilisable. Réhabilité après la guerre, les vols peuvent y reprendre en avril 1946.
Au milieu des années 1970, la compagnie Air Aquitaine avait étudié l'ouverture des lignes Périgueux-Bordeaux et Périgueux-Paris. Dans les années 1980, c'est la compagnie Périgord Air Service qui assurait la ligne vers Paris via Bergerac ou Limoges.
L'aérogare actuelle date de 1988.

## Gestion
L'aéroport a été géré jusqu'à fin 2014 par la municipalité de Périgueux. Au 1er janvier 2015, c'est Le Grand Périgueux, la structure intercommunale, qui a repris la gestion,. Celle-ci, bien que déficitaire, devrait être maintenue pour favoriser l'économie périgourdine. En 2014, le déficit prévu s'élèverait à 750 000 euros. Ce déficit est pris en charge par le Conseil général de la Dordogne (42 %), Périgueux (23,69 %), Le Grand Périgueux (17,85 %), la Chambre de commerce et d'industrie de la Dordogne (8,15 %), les communes de l'ancienne communauté de communes Isle Manoire en Périgord (6,46 %) et Bassillac (1,85 %).
Après l'arrêt le 29 juin 2018 de la ligne Périgueux-Paris, la gestion de l'aéroport reste confiée jusqu'à la fin de l'année à la communauté d'agglomération Grand Périgueux, les frais d'entretien, de taxes et de personnel étant répartis à 37,5 % pour le département comme pour la communauté d'agglomération, et à 25 % pour la chambre de commerce et d'industrie de la Dordogne.
À partir du 1er avril 2025, le groupe de gestion d’infrastructures Edeis devient le nouveau gestionnaire de l'aéroport « pour une durée de cinq ans ».

## Dessertes et compagnies
Dans les années 1970, la Compagnie Aérienne du Languedoc (CAL) assurait une ligne Limoges-Périgueux-Bergerac en DHC-6 Twin Otter permettant la correspondance d'Air Inter à Limoges pour Paris.
Dans les années 1980, la Compagnie Aérienne du Languedoc assurait une ligne vers Paris.
À la fusion de la CAL avec Air Littoral, cette dernière exploite la ligne vers Paris en direct puis avec Bergerac durant les années 1990. 
Entre 1990 et 1998, la ligne vers Paris draine 35 000 à 40 000 passagers par an. 
Flandre Air reprend la ligne vers Paris en 1999 jusqu'en 2002 puis à son tour, Airlinair de desservir Paris. 
Entre 1999 et 2002, la ligne vers Paris draine 25 000 à 28 000 passagers par an. 
La ligne Bergerac-Périgueux-Paris assurée par la compagnie Airlinair en Beechcraft 1900D d'Aérolinair (filiale d'Airlinair basée sur l'aéroport de Périgueux) a cessé le 31 mars 2005'.
Entre 2002 et 2005, la ligne vers Paris draine de 28 000 à 20 000 passagers par an, en diminution constante.
Dès le 10 janvier 2006, la compagnie girondine d'avions-taxis Airlec assure néanmoins trois fois par semaine des vols à la demande vers Paris en avion de neuf places.
Depuis le 31 mars 2008, la liaison Périgueux–Paris-Orly est rétablie à raison de deux trajets aller/retour journaliers et permet de relier la Dordogne à la capitale en environ une heure et dix minutes de vol. C'est la compagnie aérienne française Twin Jet, partenaire du programme Flying Blue, qui assure cette liaison. 
Chaque année, environ 8 000 passagers utilisent cette ligne aérienne. Une extension en taxi jusqu'à Bergerac est proposée par la compagnie aérienne. 
À la suite d'une délibération du conseil du Grand Périgueux du 31 mai 2018, cette ligne ne fonctionnera plus le 1er juillet 2018, compte tenu du déficit croissant de celle-ci (selon TwinJet, le déficit moyen annuel qui s'élève à 1 355 500 euros pourrait passer à 1 589 000 euros), de la baisse du nombre de passagers (1 542 passagers au premier semestre 2018, en baisse de 13 % par rapport à la même période 2017 et de 28 % par rapport à 2016) et de l'arrêt des compensations annoncé à la fois par la communauté d'agglomération bergeracoise et la Chambre de commerce et d'industrie.

## Plate-forme
Étendue sur une surface totale de 76 hectares, la plate-forme de Périgueux dispose d'une piste revêtue de 1 750 m de long et 30 m de large, ainsi qu'une piste en herbe de 845 m de long et de 80 m de large réservée aux aéronefs basés ou autorisés. L'aéroport accueille plusieurs activités aériennes : aviation de loisirs, aviation d'affaires et commerciale, vol à voile, ULM et aéromodélisme. La piste revêtue dispose d'un balisage lumineux et d'un système d'approche aux instruments (ILS) pour une exploitation du terrain de nuit et par conditions météo dégradées.
Le parking avion comporte une quinzaine de places pour des avions légers et trois places pour des « gros porteurs ». Chaque année, l'aéroport voit passer entre 5 000 et 8 000 passagers.

### Prestations
Un service d'information de vol est actif en semaine pour tous les usagers et activable en dehors des horaires habituels d'ouverture pour tout vol commercial non régulier ou pour des demandes particulières comme des vols de transports d'organes ou d'évacuations sanitaires. Une aérogare est ouverte pour les vols commerciaux en semaine avec un parking voiture gratuit à disposition des passagers. Il n'y a actuellement pas de point de restauration sur l'aéroport, le plus proche se trouvant dans la commune de Bassillac.
Le Service de sauvetage et de lutte contre l'incendie des aéronefs (SSLIA) est assuré au niveau 4 pendant les horaires ATS publiés. En dehors de ces horaires, le niveau 1 est appliqué.
L'aéroport assure une astreinte continue jour et nuit avec le Centre hospitalier de Périgueux, pour le transport d'organes notamment.
La plate-forme dispose d'une station d'avitaillement en carburant.

### Activités
Les utilisateurs basés sur la plate-forme comptent environ une cinquantaine d'appareils, et les clubs ou sociétés sont :
- ASAP – Aéroclub de Périgueux (baptême de l'air, vol d'initiation, école de pilotage)
- CVVP – Centre de vol à voile du Périgord
- European Aircraft Maintenance (atelier de réparation et maintenance d'aéronefs)[19]
- CUP - Club ULM Périgueux (vol découverte, vol touristique, formation brevet ULM)
- Hiram Aviation (avions historiques)
- Association « Ailes Pétrocoriennes »

## Galerie photographique

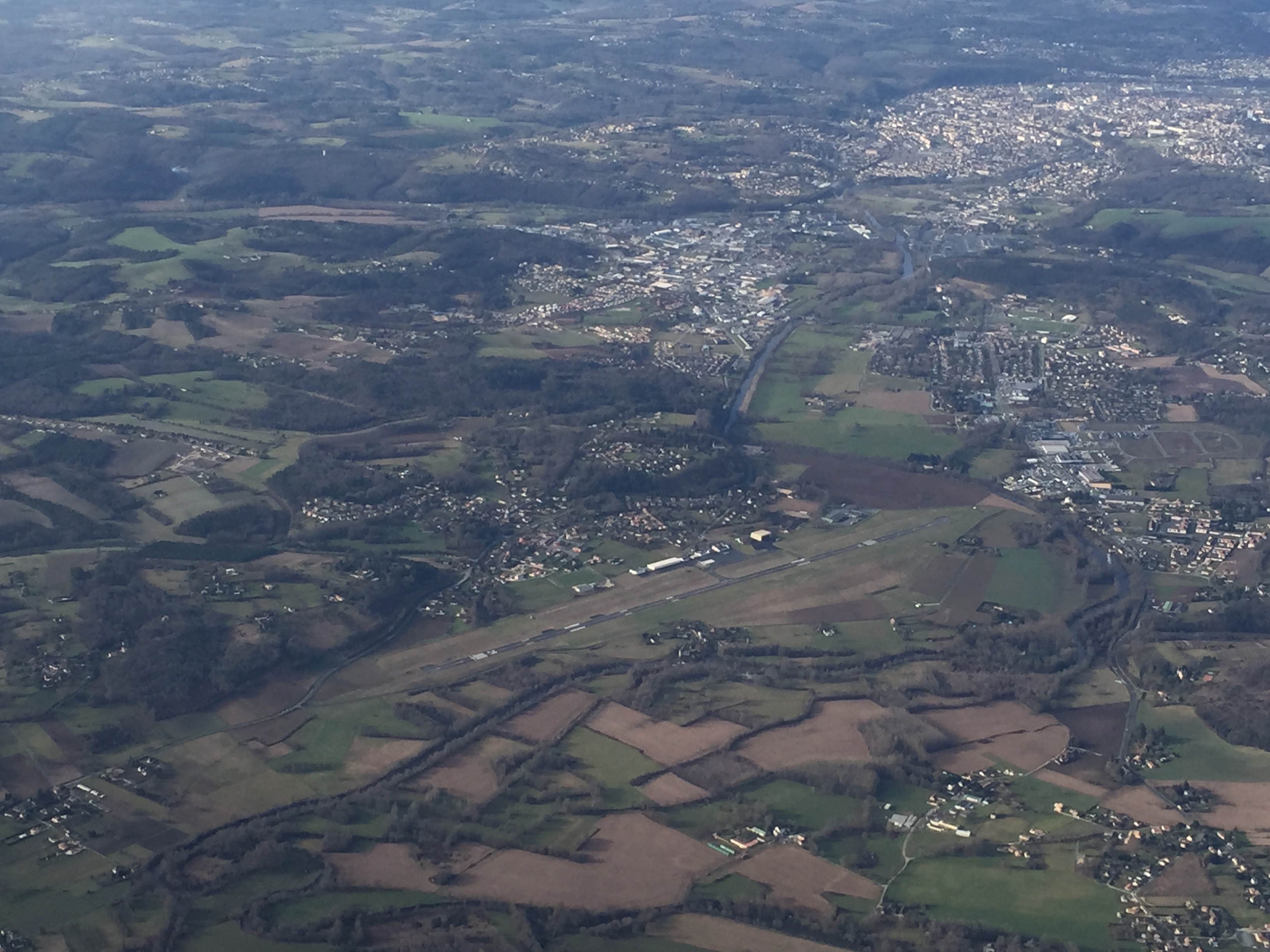
L'aéroport vu du ciel.
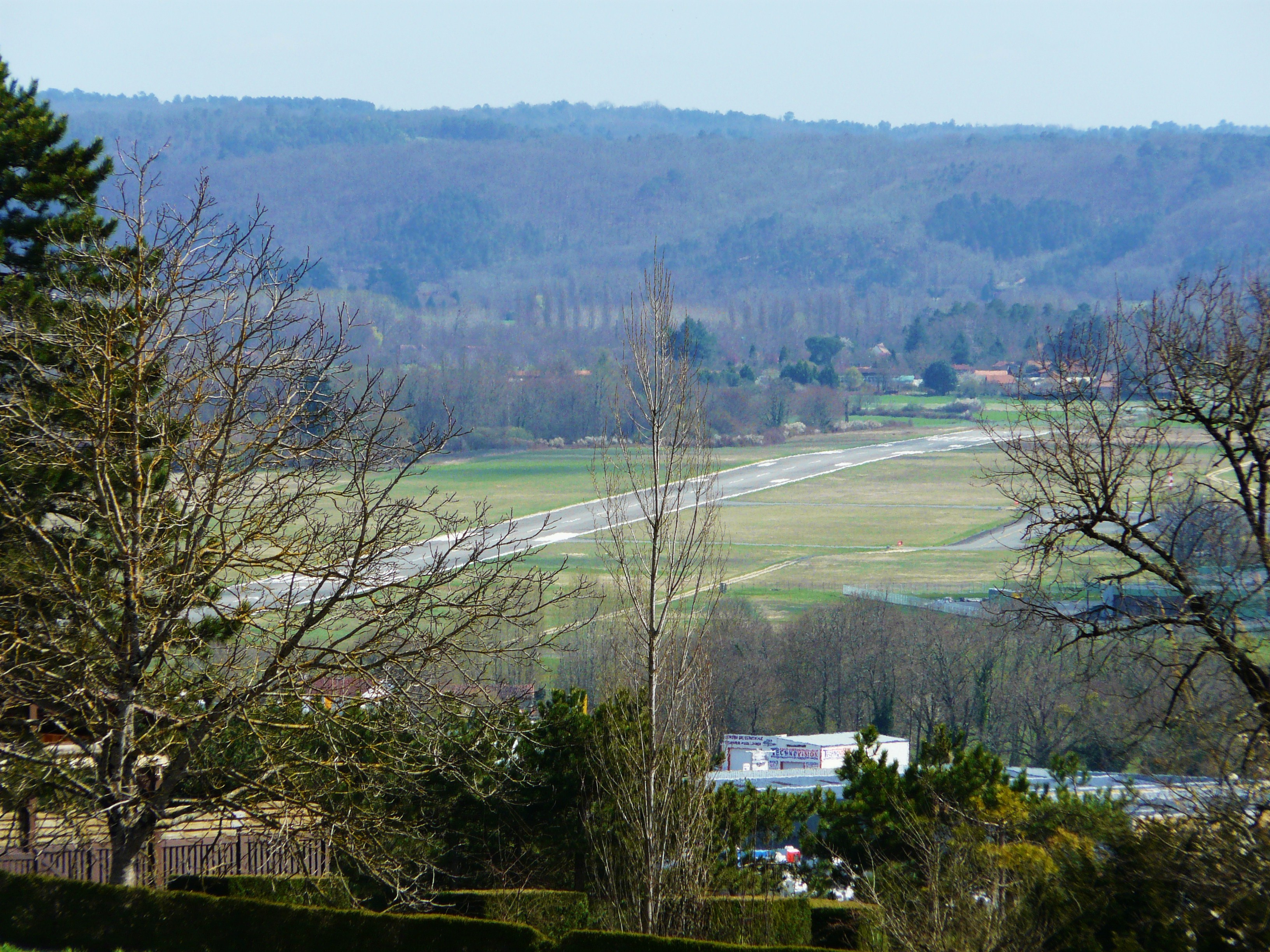
La piste.
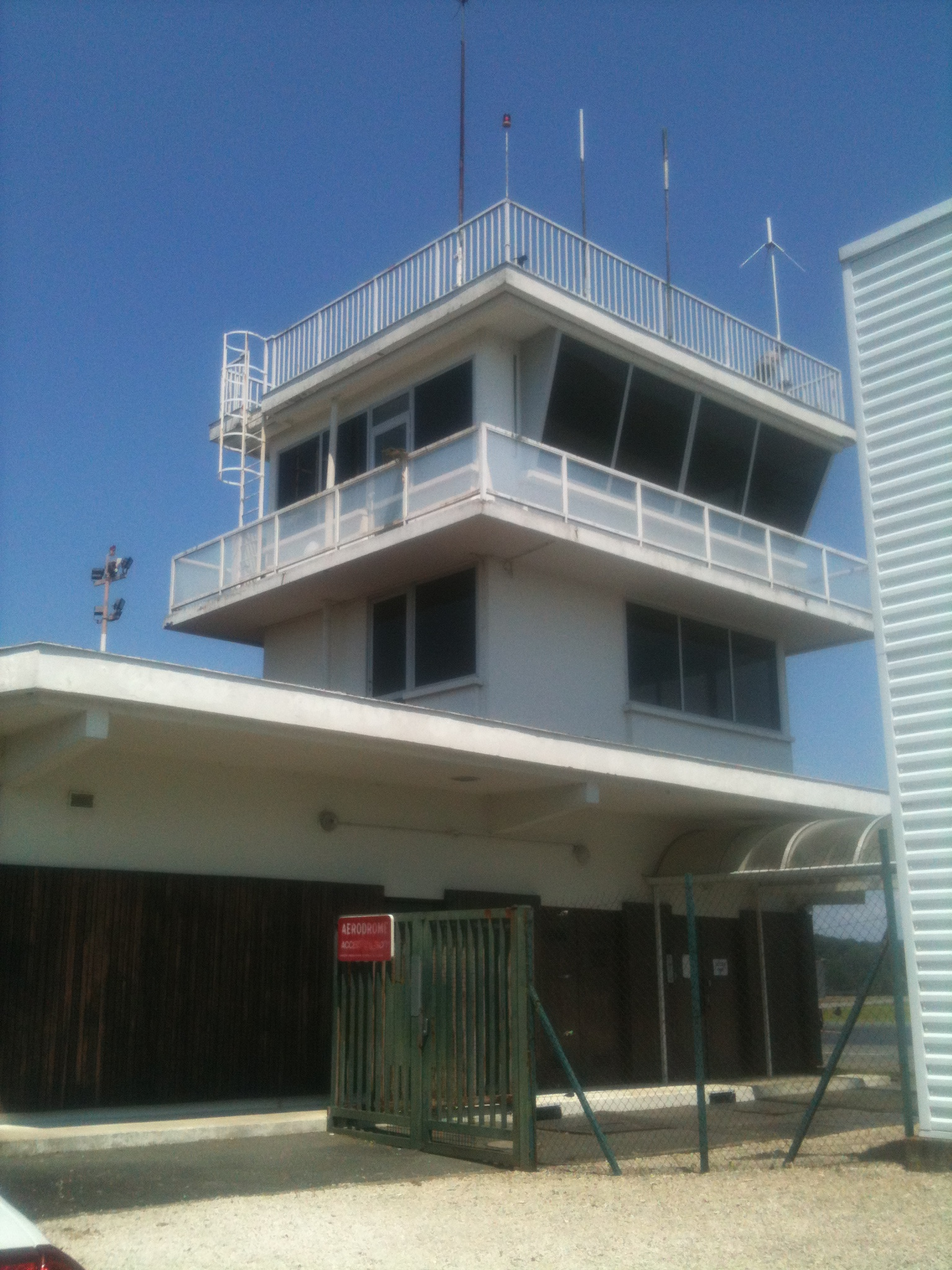
La tour de contrôle.
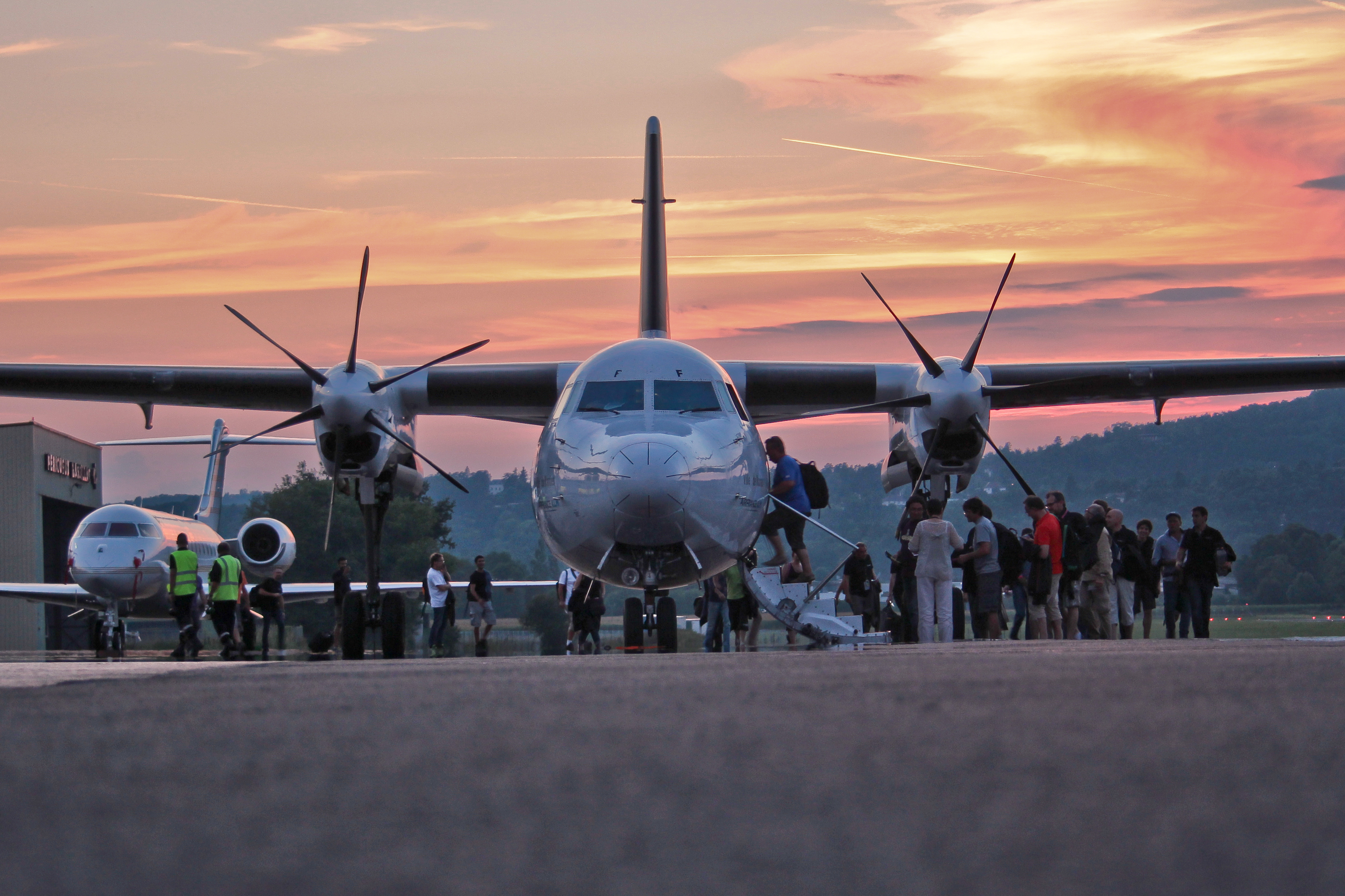
L’aire de stationnement des vols commerciaux.
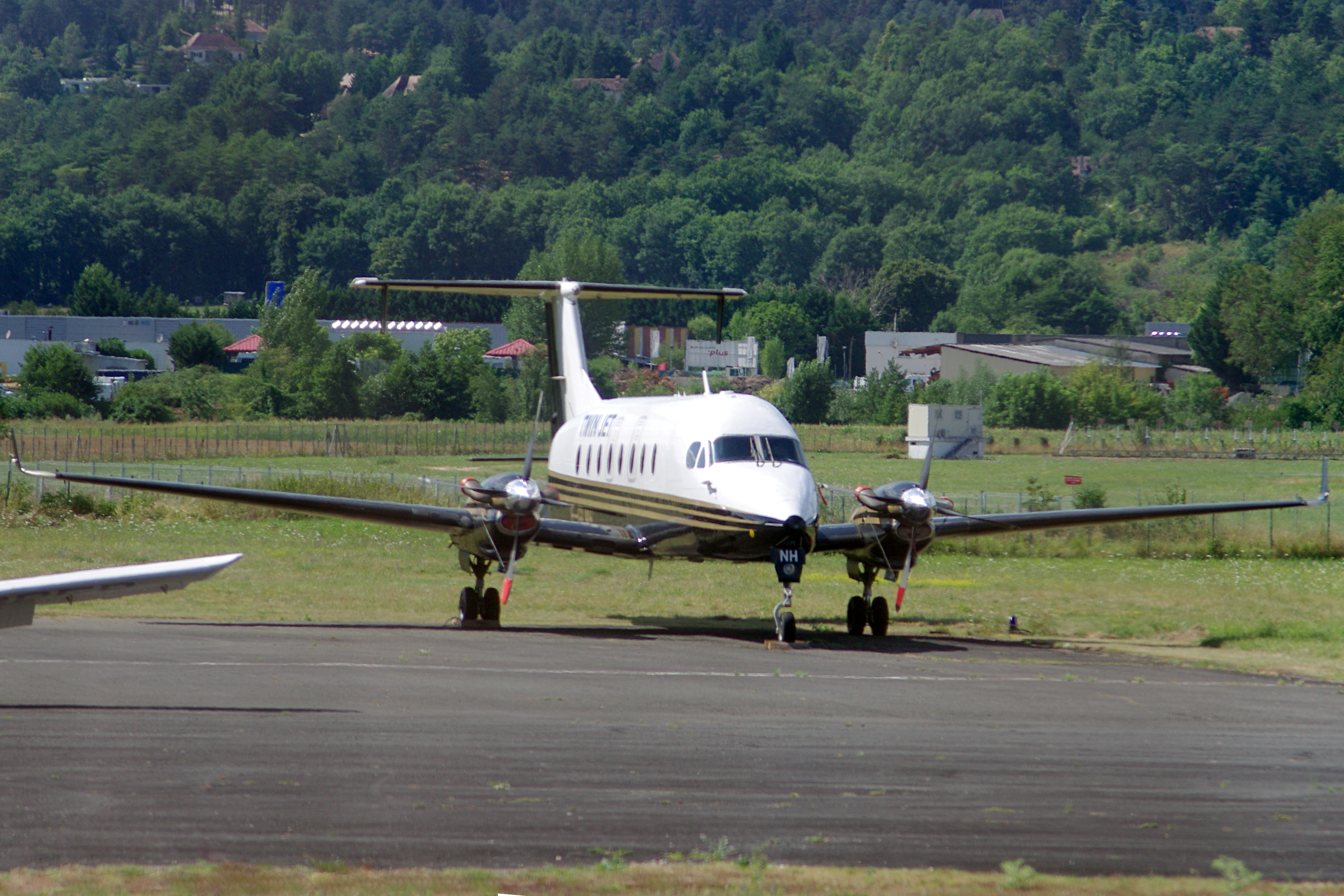
Beechcraft 1900D F-GLNH de Twinjet en 2016.

## Statistiques
| Année | Passagers | Mouvements commerciaux | Mouvements non commerciaux |
| ----- | --------- | ---------------------- | -------------------------- |
| 2022  | 146       | 44                     | 13 056                     |
| 2021  | 128       | 54                     | 15 087                     |
| 2020  | 177       | 65                     | 10 527                     |
| 2019  | 189       | 52                     | 14 961                     |
| 2018  | 2 949     | 621                    | 14 595                     |
| 2017  | 5 315     | 992                    | 12 772                     |
| 2016  | 6 122     | 1 112                  | 14 402                     |
| 2015  | 5 878     | 973                    | 14 900                     |
| 2014  | 7 663     | 1 729                  | 14 279                     |
| 2013  | 7 633     | 1 628                  | 14 392                     |
| 2012  | 7 548     | 1 358                  | 8 890                      |